# Copa Europeia da FIBA

A Taça Europeia da FIBA (inglês:FIBA Europe Cup) é a competição continental de quarto nível na Europa. Fundada em 2015 e é organizada pela Federação Internacional de Basquetebol com o objetivo de competir com a Eurocup, organizada pela Euroleague Basketball, para se tornar a segunda em importância. 

## História
Em 30 de junho de 2015 a FIBA anunciou que iniciaria uma nova liga para competir com a Eurocup. Este novo torneio tomaria o lugar do EuroChallenge  e seria disputado por 100 equipes.
A primeira edição da Copa Europeia da FIBA foi inaugurada em 21 de outubro de 2015 com o confronto entre Donar Groningen e Egis Körmend.

## Formato
Na temporada regular todas as equipes são divididas em grupos com quatro equipes. Os dois melhores colocados de cada grupo somados aos terceiros colocados avançam para a Ronda dos 32, onde serão novamente divididos em grupos de quatro equipes. Os dois melhores de cada grupo avançam para as oitavas de finais culminando no Final Four.

## Finais
| Ano              |                   | Final                                        | Final                                        | Final                                        |                 | Terceiro e quarto colocados                                                      | Terceiro e quarto colocados                                                      |
| Ano              | Campeão           | Placar                                       | Finalista                                    | Terceiro Colocado                            | Quarto Colocado |                                                                                  |                                                                                  |
| 2015–16 Detalhes | Fraport Skyliners | 66–62                                        | Openjobmetis Varese                          | Élan Chalon                                  | Enisey          |                                                                                  |                                                                                  |
| 2016–17          |                   | Nanterre 92                                  | 140–137(58–58, 82–79)                        | Élan Chalon                                  |                 | Telekom Baskets Bonn e Telenet Oostende                                          | Telekom Baskets Bonn e Telenet Oostende                                          |
| 2017–18          |                   | Umana Reyer Venezia                          | 158–148(69–77, 81–79)                        | Sidigas Avelino                              |                 | Donar Groningen e Bakken Bears                                                   | Donar Groningen e Bakken Bears                                                   |
| 2018–19          |                   | Banco di Sardegna                            | 170–163(89–84, 79–81)                        | s.Oliver Würzburg                            |                 | Hapoel Holon e Openjobmetis Varese                                               | Hapoel Holon e Openjobmetis Varese                                               |
| 2019–20          |                   | Cancelada em virtude da Pandemia de COVID-19 | Cancelada em virtude da Pandemia de COVID-19 | Cancelada em virtude da Pandemia de COVID-19 |                 | Semifinalistas: Bahçeşehir Koleji, Bakken Bears, medi Bayreuth e Pınar Karşıyaka | Semifinalistas: Bahçeşehir Koleji, Bakken Bears, medi Bayreuth e Pınar Karşıyaka |
| 2020–21          |                   | Ironi Ness Ziona                             | 82 - 74                                      | Arged BMSLAM Stal                            |                 | CSM Oradea                                                                       | Parma Basket                                                                     |
| 2021–22          |                   | Bahçeşehir Koleji                            | 162–143(72–69, 90–74)                        | UnaHotels Reggio Emilia                      |                 | Bakken Bears e ZZ Leiden                                                         | Bakken Bears e ZZ Leiden                                                         |
| 2022–23          |                   | Anwil Włocławek                              | 161–155 (81–77, 80–78)                       | Cholet Basket                                |                 | Kalev/Cramo e Karhu                                                              | Kalev/Cramo e Karhu                                                              |
| 2023–24          |                   | NINERS Chemnitz                              | 180–179 (85–74, 95–105)                      | Bahçeşehir Koleji                            |                 | Itelyum Varese e Surne Bilbao Basket                                             | Itelyum Varese e Surne Bilbao Basket                                             |
| 2024–25          |                   | Bilbao Basket                                | 154–149 (72–65, 82–84)                       | PAOK mateco                                  |                 | JDA Dijon e Cholet Basket                                                        | JDA Dijon e Cholet Basket                                                        |